# باسكال روبرت (دراج)
باسكال روبرت (بالفرنسية: Pascal Robert)‏ هو دراج فرنسي، ولد في 22 أكتوبر 1963 في فالانس في فرنسا.

## وصلات خارجية
- باسكال روبرت على موقع أرشيف الدراجات (الإنجليزية)
- باسكال روبرت على موقع إحصائيات الدراجات الإحترافية (الإنجليزية)
- باسكال روبرت على موقع أوليمبيديا (الإنجليزية)